# Burmannia australis
Burmannia australis là một loài thực vật có hoa trong họ Burmanniaceae. Loài này được Malme mô tả khoa học đầu tiên năm 1896.